# Helen Aitchison
Pour les articles homonymes, voir Aitchison.
Frances Helen Aitchison (6 décembre 1881 – 26 mai 1947) est une joueuse de tennis britannique du début du XXe siècle.
Elle s'est notamment illustrée aux Jeux olympiques de 1912 à Stockholm en remportant la médaille d'argent du double-mixte associée à Herbert Barrett.

## Palmarès (partiel)

### Finale en double mixte
| No | Date       | Nom et lieu du tournoi          | Catégorie     | Surface | Vainqueures                  | Partenaire      | Score         |          |
| -- | ---------- | ------------------------------- | ------------- | ------- | ---------------------------- | --------------- | ------------- | -------- |
| 1  | 05/05/1912 | Jeux olympiques d'été Stockholm | J. olympiques | NC      | Edith Hannam · Charles Dixon | Herbert Barrett | 4-6, 6-3, 6-2 | Parcours |

## Parcours aux Jeux olympiques

### En simple dames
| # | Date       | Nom de l'olympiade               | Surface        | Résultat      | Ultime adversaire   | Score         |          |
| - | ---------- | -------------------------------- | -------------- | ------------- | ------------------- | ------------- | -------- |
| 1 | 05/05/1912 | Jeux olympiques d'été, Stockholm | Parquet (int.) | 1/4 de finale | Sofie Castenschiold | 2-6, 6-2, 6-1 | Parcours |

### En double mixte
| # | Date       | Nom de l'olympiade              | Surface        | Résultat | Partenaire      | Ultimes adversaires          | Score         |          |
| - | ---------- | ------------------------------- | -------------- | -------- | --------------- | ---------------------------- | ------------- | -------- |
| 1 | 05/05/1912 | Jeux olympiques d'été Stockholm | Parquet (int.) | Argent   | Herbert Barrett | Charles Dixon · Edith Hannam | 4-6, 6-3, 6-2 | Parcours |